# 대한승려연합회 선언서
대한승려연합회 선언서는 1919년 11월 15일 중국 상하이에서 대한승려연합회 명의로 발표된 독립선언서이다. 선언의 대표자로 12명의 승려가 선언서에 서명했으며, 200자 원고지 9장의 분량으로 국한문 혼용, 영문, 한문의 3가지 판본으로 정리되어 있다.

## 역사
백초월 승려가 초안을 작성했다. 상해임시정부가 수립된 지 1개월 만인 1919년 11월 15일 7,000여 명의 승려를 대표하여 한용운, 백용성 등 12명의 승려가 독립선언서를 발표한다. 임시정부 기관지 독립신문에 게재되었으나, 국한문 혼용 원본이 1969년 국사편찬위에 의해 프랑스 파리에서 발견돼 이때 처음 모습을 드러내게 된다.

## 내용
선언서는 6개의 항목으로 구성되어 있으며, 일본의 군국주의를 비판하고 불교가 독립항쟁에 나서야 한다는 것을 강조한다.

## 같이 보기
- 3·1 운동
- 민족대표 33인